# Гиди, Освальдо
Освальдо Оресте Гиди (исп. Osvaldo Oreste Guidi, 10 марта 1964, Максимо-пас, Санта-Фе ― 17 октября 2011, Буэнос-Айрес) ― аргентинский актер кино, театра и телевидения, драматург и театральный режиссер.

## Юность
Освальдо Оресте Гиди родился в городе Максимо-пас, в провинции Санта-Фе, Аргентина. С детства увлекался актерским мастерством. Актерскую игру он изучал у известных актеров и режиссеров, таких как Агустин Алеццо, Лито Крус, Аугусто Фернандес, Карлос Гандольфо и Альберто Уре. Он также изучал педагогику театра у Рауля Серрана и Джой Морриса.

## Карьера
Будучи уважаемым театральным актером, он дебютировал на телевидении в 1984 году в сериале «Две жизни и одна судьба». За роль больного СПИДом Себастьяна Агирре в аргентинской теленовелле «Селеста» вместе с Андреа Дель Бока и Густаво Бермудесом, он получил в 1992 году премию APTRA Martin Fierro за лучшую роль второго плана. Взяв статуэтку, он заявил, что был первым актером, сыгравшим смертельно больного человека на телевидении. В 1992 году он в очередной раз встретился на съёмочной площадке с Андреа Дель Бока в сериале «Антонелла». Затем работал в театре педагогом, актером, автором, а также режиссером.
В 1998 году он вернулся на экраны, сыграв роль дворецкого Бернардо Авельера в сериале «Дикий ангел» с Натальей Орейро и Факундо Арана. В последние годы жизни занимался театральными постановками, изредка снимаясь в сериалах.

## Личная жизнь
17 октября 2011 года в возрасте 47 лет Освальдо Гиди покончил с собой. Он повесился в своей театральной школе в Буэнос-Айресе, где также и жил. Причиной решения лишить себя жизни стало отсутствие за последние 12 лет какой-либо успешной роли и забвение. Гиди не мог смириться с тем, что он не преуспел в области, которой посвятил свою жизнь.
В день смерти он написал слова в своем профиле в Facebook:
Я знаю, что такое успех, награды и темные стороны этой сферы. Я единственный, кто может что-то сделать для себя.

## Фильмография

### Кино
- 1979: Контрудар
- 1980: Песня Буэнос-Айреса
- 1982: Сладкое серебро
- 1998: Танго
- 2000: Apariencias jako gej
- 2000: Безоговорочный
- 2004: Опасная одержимость

### Телевидение
- 1987: Стеллина
- 1988: Хорошая страница
- 1988: Из плоти мы
- 1989: Мятежный
- 1991: Мануэла
- 1991: Малышка моя
- 1991: Селеста
- 1992: Антонелла
- 1993: Зона риска
- 1993: Почти все почти ничего
- 1994: Девушка по имени Судьба
- 1994: Танго с душой
- 1995: Полиладрон
- 1996: Детвора
- 1999: Дикий ангел
- 2000: Первые плоды
- 2000: Латино любовь
- 2002: Неверный
- 2003: Устоять
- 2003: Аргентинские обычаи
- 2004: Няня
- 2005: Люди чести
- 2005: Женаты с детьми
- 2005: Любовь моя
- 2006: Детвора
- 2006: Это говорит о любви

### Театр
- Воображаемый больной a [14]
- Звезды Фейсбука [15][16]
- Эскория[17]
- Равные части [18]
- Пусть последует милонга[19]
- Сирано де Бержерак [20]
- Вольпоне и лиса [21]
- Скапино [22]
- Ибсениана[23]
- Смертельное танго[24]
- Милонга ангелов
- Секс нужен чертовски
- Йепето